# Plaine côtière
Pour l’article homonyme, voir Plaine côtière atlantique.

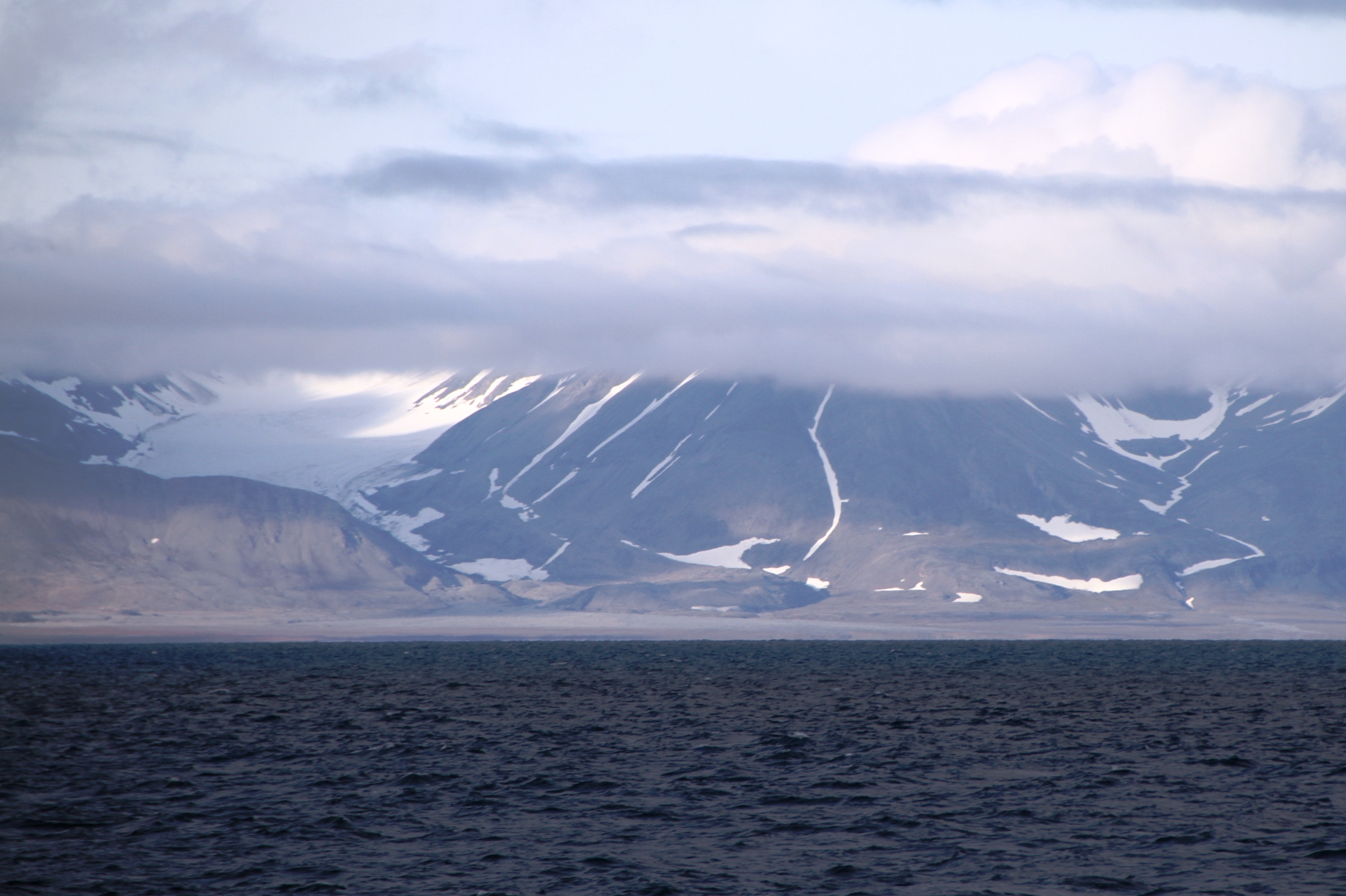
Plaine côtière et les Glaciers de Spitsbergen, Montagnes des Svalbard, Norvège

Une plaine côtière ou plaine littorale un espace géographique plat, peu pentu et de basse altitude, situé à proximité du littoral. Une des plus vastes plaines côtières de la planète est située à l'est de l'Amérique du Sud.

## Présentation et caractéristique
Il existe deux formes de plaines côtières :
- Un plateau continental peut se trouver au-dessous du niveau de la mer et devenir exposé lorsque le niveau de la mer baisse.
- Des cours d'eau tels que les fleuves côtiers peuvent déposer du sol et des roches à leur embouchure avant de pénêtrer dans un océan ou dans la mer. Ces sédiments s'accumulent avec le temps, créant des zones plates basses légèrement au-dessus du niveau de la mer. La limite intérieure d'une plaine côtière s'appelle une ligne de chute. Elle se produit lorsque l'eau érode les roches sédimentaires plus tendres de la plaine côtière et crée des chutes ou des rapides à la ligne de chute.